# Norio Wakamoto
Norio Wakamoto (jap. 若本 規夫 Wakamoto Norio), właściwie Noriaki Wakamoto (jap. 若本 紀昭 Wakamoto Noriaki; ur. 18 października 1945 w Shimonoseki) – japoński seiyū i aktor dubbingowy związany z grupą Sigma Seven. Z powodu swojego niskiego głosu najczęściej obsadzany jest w rolach czarnych charakterów.

## Życiorys
W młodości trenował sztuki walki, w szczególności shōrinji kenpō i kendo. Zanim zajął się aktorstwem, Wakamoto pracował w oddziałach prewencyjnych tokijskiej policji metropolitalnej.

## Wybrane role głosowe
Ważniejsze role są pogrubione.
- Dragon Ball Z: Cell
- Kyōshoku Sōkō Guyver: Oswald Lisker
- Chōjū Kishin Dancouga: Shapiro Keats
- Cowboy Bebop: Vicious
- Code Geass: Charles zi Britannia
- Ashita no Joe: Kim Yongpi
- Detektyw Conan: Gorō Ōtaki
- Weiß Kreuz: Reiji Takatori
- Uchū no kishi Tekkaman Blade: Kengo Aiba/Tekkaman Omega
- Pocket Monsters: Tōkichi
- Seijū Sentai Gingaman: narrator